# Закрытая островная G
Ꟑ, ꟑ (закрытая островная G) — буква расширенной латиницы, использованная в английском манускрипте Ормулум.

## Использование
В Ормулуме буква используется для обозначения звука [ɡ], в то время как каролингская G (G g) обозначает [d͡ʒ], а островная G (Ᵹ ᵹ) — звук [j]. Форма буквы, по видимому, представляет собой «компромисс» между g и ᵹ. Она выглядит как ᵹ, модифицированная путём соединения горизонтальной перекладины с изогнутой линией.

## История изучения
Печатные издания Ормулума долгое время не различали все три формы буквы G, использованные в нём. Так, в изданиях Роберта Уайта 1852 и 1878 годов различаются лишь ᵹ и ꟑ. При этом ꟑ передаётся с помощью g, но Уайт отмечает, что Ормин использовал символ собственного изобретения, а не обычную каролингскую g. Первым использование трёх различных форм буквы G (а именно, отличие ꟑ от g) заметил профессор Оксфордского университета Артур Напье.

## Кодировка
Заглавная и строчная формы буквы были закодированы в блоке Юникода «Расширенная латиница — D» (англ. Latin Extended-D) в версии 14.0, вышедшей 14 сентября 2021 года, под кодами U+A7D0 и U+A7D1.
Первая заявка на включение заглавной и строчной форм буквы, наряду с другими символами для Ормулума, была подана Майклом Эверсоном и Эндрю Уэстом в 2019 году. Позже она была пересмотрена и вновь подана в 2020 году.
Питер Бейкер, дизайнер шрифта Junicode, предложил альтернативный анализ данного символа как каролингской G с перекладиной сверху; авторы оригинальной заявки в ответ подчеркнули отличие заглавной Ꟑ от заглавной G. Бейкер прокомментировал их ответ, отметив сходство всех трёх строчных форм G в рукописи и отсутствие твёрдых доказательств использования Ормином заглавной G как таковой.

## Галерея

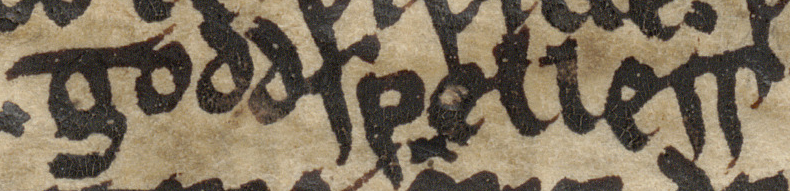
Буква Ꟑ в слове Ꟑoꝺꝺſpelleſſ (совр. англ. gospels, «молитвы»)
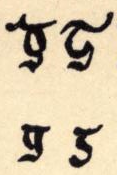
Ꟑ и Ᵹ в факсимиле из издания Уайта, 1878
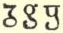
ᵹ, g и ꟑ в печатном издании Напье, 1894